# Audacious Media Player
Audacious es un reproductor de audio disponible como software libre para sistemas POSIX, como por ejemplo, GNU/Linux.

## Historia
Es una bifurcación o fork de Beep Media Player 0.9.7.1, el cual es una bifurcación de XMMS. Ariadne "kaniini" Conill decidió hacer una bifurcación de Beep Media Player después de que el equipo de desarrollo original anunciara que iban a detener el desarrollo con el fin de crear la siguiente generación llamada BMPx.
Antes de la versión 3.0, Audacious usaba el kit de herramientas GTK 2.x. y en la versión 2.5 se agregó soporte parcial para GTK3. Audacious 3.0 tiene soporte completo para GTK3. Sin embargo, el equipo de Audacious se sintió insatisfecho con la evolución de GTK3 y decidió volver a GTK2 a partir de la versión 3.6, con planes a largo plazo de migrar a Qt.
A partir del 8 de agosto de 2018, el sitio web oficial tiene HTTPS habilitado en todo el sitio y el soporte para GTK3 se eliminó por completo.

## Características

### Códecs soportados por defecto
- MP3
- Advanced Audio Coding (AAC and AAC+)
- Vorbis
- Free Lossless Audio Codec (FLAC)
- Wavpack
- Musek
- True Audio Códec (TTA)
- Windows Media Audio (WMA)
- Apple Lossless (ALAC)
- CD Audio

### Extensiones
Audacious debe gran parte de su funcionalidad a las extensiones, incluyendo todos los códecs. Más funciones están disponibles a través de extensiones de terceros.
Las versiones actuales del núcleo de Audacious clasifican los complementos de la siguiente manera (algunos son de bajo nivel y no son visibles para el usuario):
- Complementos de decodificador: contienen los códecs reales utilizados para decodificar contenido.
- Complementos de transporte: son de bajo nivel e implementados por la capa VFS.
- Complementos generales: servicios añadidos por el usuario al reproductor (como enviar pistas con AudioScrobbler)
- Complementos de salida: proporcionan el sistema de audio del servidor.
- Complementos de visualización: visualizaciones basadas en transformaciones rápidas de Fourier de los datos de onda.
- Plug-ins de efectos: varios procesamientos de sonido en la secuencia de audio decodificada
- Complementos de contenedor: soporte para listas de reproducción y otras estructuras similares.
- Complementos de bajo nivel: servicios diversos al núcleo del reproductor y no se clasifican en ninguno de los otros complementos.
- Complementos de salida:
  - PulseAudio
  - OSS4
  - ALSA
  - Sndio
  - SDL
  - FileWriter: no se reproduce sonido, la salida se redirige a un nuevo archivo: este complemento admite los formatos de archivo de salida: WAV, mp3, Ogg Vorbis y FLAC, se puede usar para transcodificar un archivo y también para rasgar un CD
  - Audio Jack

### Clientes
Audacious está destinado a ser un reproductor de audio y no a un cliente XMMS2, aunque apoya el concepto de otros clientes para conectarse a él, como Conky.
La conexión a Audacious para el control remoto se puede realizar mediante D-Bus, mediante el uso de un cliente MPRIS, o usando la utilidad Audtool oficial creada exclusivamente para ese fin.